# Acridocarpus zanzibaricus
Acridocarpus zanzibaricus är en tvåhjärtbladig växtart som beskrevs av Adrien Henri Laurent de Jussieu. Acridocarpus zanzibaricus ingår i släktet Acridocarpus och familjen Malpighiaceae. Inga underarter finns listade i Catalogue of Life.